# 蘇聯農業
苏联农业大部分以集体耕作的形式生產，此外還有一些有限的自留地。農業是蘇聯經濟中效率较低的部门之一。
斯大林時期推行斯大林主义政策，其中就包括苏联农业集体化以及對富农發動阶级斗争，這導致1920年代和1930年代蘇聯的农业产出急劇下降，進而導致1932年苏联大饥荒（尤其是乌克兰大饥荒）。農民主要在國營農場和苏联集体农庄生產。
在尼基塔·赫鲁晓夫（處女地運動）、列昂尼德·勃列日涅夫和米哈伊尔·戈尔巴乔夫的领导下，他們為了糾正斯大林主义政策實施下的农业效率低下问题而实施改革。然而由於马克思列宁主义的意识形态不允许市场机制与中央计划共存，因此自留地的規模仍然被嚴格限制，而這正是苏联农业中生产力最高的那一部分。在其后的几十年里，苏联一直用從西伯利亚开采的貴金屬来支付粮食进口费用，有人認為這表明蘇聯的农业从未取成功。另外当时蘇聯真实的数字被视为国家机密，因而只有苏联的以外的地區會嘗試准确分析蘇聯的農業數據。
苏聯的食品，尤其是肉类食物，往往非常稀缺，以至於蘇聯人民生活水平的低下的最重要因素不是缺钱，而是缺乏物資。
尽管拥有巨大的土地资源、农业机械、农用化学品以及大量的农村劳动力，但苏联农业的生产力相对较低。许多地区的产出因氣候和生产力低下而受到限制。然而苏联农场的表现并非一律糟糕。尽管收成不好的時候（如1972年和1975年）需要进口，但蘇聯的大规模集體農業化和相对較高的农业机械化使得苏联仍然是世界主要谷物生产国之一。 